# 羽豆神社の社叢

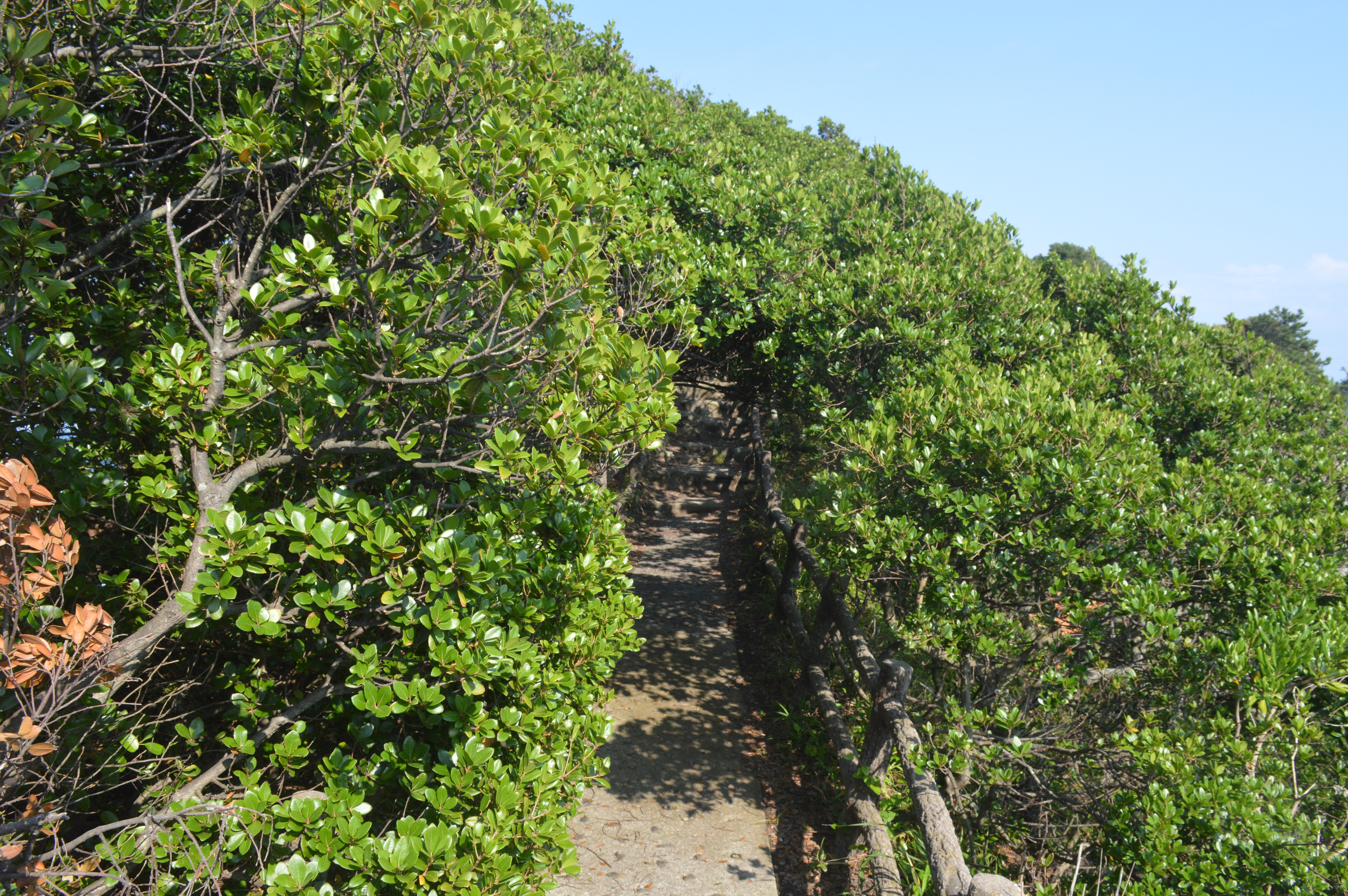
羽豆神社の社叢。画像の密生する樹木がウバメガシである。2019年6月撮影。

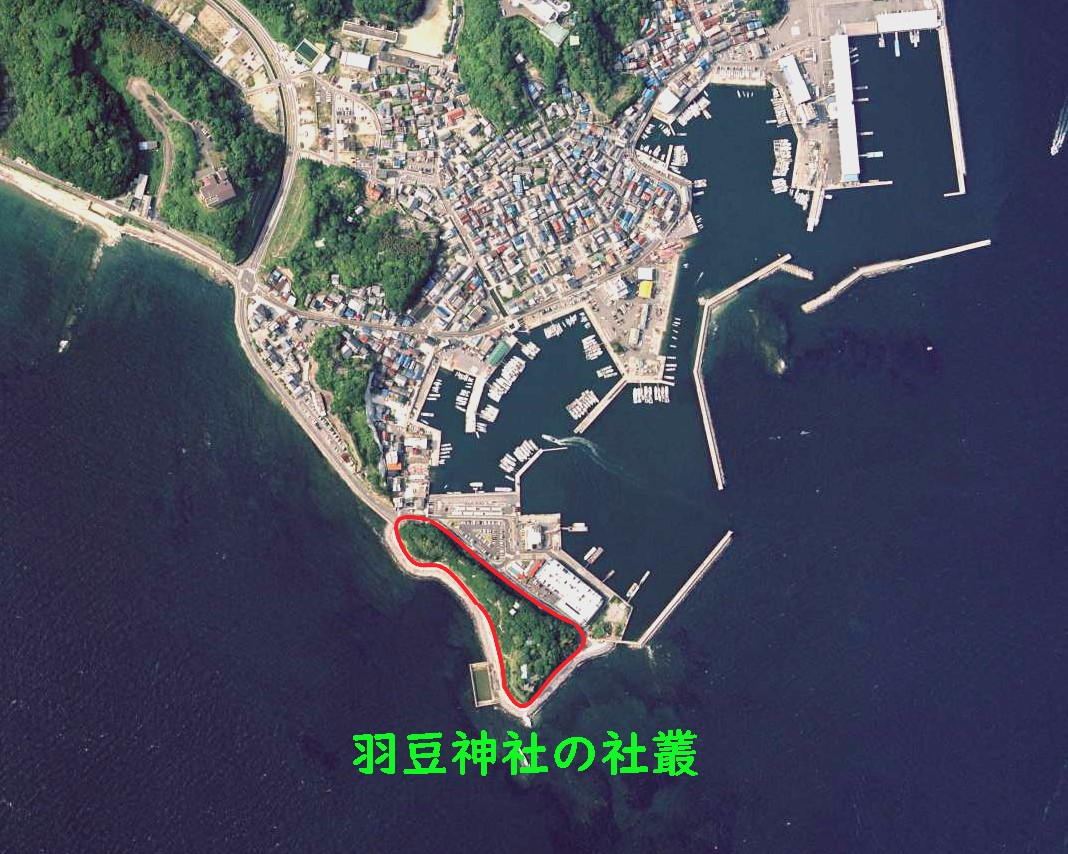
「羽豆神社の社叢」周辺の空中写真。
社叢範囲を赤色の枠で囲んで表示した。東西南の3方向を海に囲まれ、知多半島の南端に突き出すように立地している。
。（2006年5月25日撮影の画像を使用作成）

羽豆神社の社叢（はずじんじゃのしゃそう）は、愛知県知多郡南知多町師崎に鎮座する羽豆神社の境内にある、国の天然記念物に指定された社叢（鎮守の森）である。

## 概要
知多半島最南端の羽豆岬に隣接した小高い丘の上に位置する社叢で、常緑広葉樹のウバメガシ（姥目樫）を主体とする暖地性の照葉樹林である。
羽豆神社境内の鎮守の森であるため、長期間にわたり樹木の伐採が禁じられてきたことで、ほぼ原生林の状態を保ち続けており、人為的な擾乱によって落葉樹林などに遷移した東海地方の太平洋沿岸一帯に多く見られる他所の海浜樹林相とは大きく異なっている。三河湾沿岸から伊勢湾沿岸における自然状態の植生を色濃く残しているものとして、1934年（昭和9年）1月22日に国の天然記念物に指定された。

## 解説
羽豆神社の社叢は、愛知県南部の知多半島先端部に突き出した羽豆岬一帯を占める羽豆神社の境内にあり、面積12,980平方メートルの範囲が国の天然記念物に指定されている。
羽豆岬一帯の地質は第三紀層の頁岩で出来た比較的軟らかい層であり、今日では海岸線の一部が護岸のため消波ブロック等で囲まれているが、かつては海食による侵食を受け続けていたため、国の天然記念物に指定された羽豆神社の社叢のある境内一帯は、東、西、南の3方を海に囲まれた比高20メートルほどの断崖に近い海岸段丘状の急斜面をもつ小山のような地形をしている。
この社叢は三河湾から伊勢湾の海岸線一帯にかけた、東海地方沿岸の自然植生を保つものとして、同じ三河湾に浮かぶ竹島（蒲郡市）にある八百富神社社叢が1930年（昭和5年）8月25日に国の天然記念物に指定されたのに続いて、羽豆神社の社叢も1934年（昭和9年）1月22日に国の天然記念物に指定された。
天然記念物の指定申請準備のために行われた1933年（昭和8年）頃の調査によれば、当時の羽豆岬の波打ち際にはハマナデシコ、ハマキケマン、ハマツナギ、ハマアカザといった海浜植物が生育し、小山のような羽豆神社境内の南西側斜面と頂上部、および東側斜面はウバメガシ、トベラ、マサキ、ヤブツバキ、ネズミモチ、南東側の斜面にはタブノキ、スダジイ、モチノキといった暖地性の常緑広葉樹で占められ、断崖の上にはイブキの自生も多く見られるなど、すぐ背後に続く知多半島一帯の主だった植生とは著しく異なっており、特にウバメガシが群生をなしてよく目立ち、その最大のものは目通り周囲1.5メートルと、同種としては極めて大きなものであったという。
1959年（昭和34年）9月26日に和歌山県の潮岬に上陸した伊勢湾台風は、東海地方を中心に甚大な被害をもたらし、知多半島一帯も強風が吹き荒れて羽豆神社の社叢も多大な被害を受けた。天然記念物に指定された社叢の樹木の中でも、強風の影響を受けやすい巨樹を中心に倒伏の被害に遭い、特にウバメガシの大木は、ほとんどが倒れてしまったという。
しかしその後は、ウバメガシを中心にして社叢全体の植生は順調に回復していき、今日ではイブキ、トベラ、ヤブニッケイなどを中心とした暖地性常緑樹林が再生されている。特にウバメガシは高さ2メートルから4メートルの大きさに成長し密林のように群生しており、ウバメガシとしては他に類を見ない極相に近い樹林相が形成されている。
海洋に突き出した知多半島最南端という地理的要因により、羽豆神社一帯の気象は風の影響を大きく受けるため、社叢の東側斜面と西両側斜面のウバメガシは、それぞれ東方向および西方向からの強い海風を受け続け続け、樹木の形状が一定の方向へ向く、いわゆる風衝樹形（ふうしょうじゅけい）をつくる。そのため社叢敷地内に設けられた遊歩道の頭上は両側から伸びたウバメガシの枝葉で覆われてトンネルのようになり「ウバメガシのトンネル」と呼ばれている。

## ギャラリー

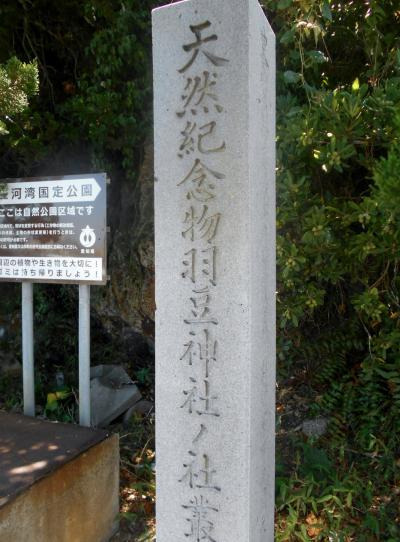
天然記念物指定石碑。
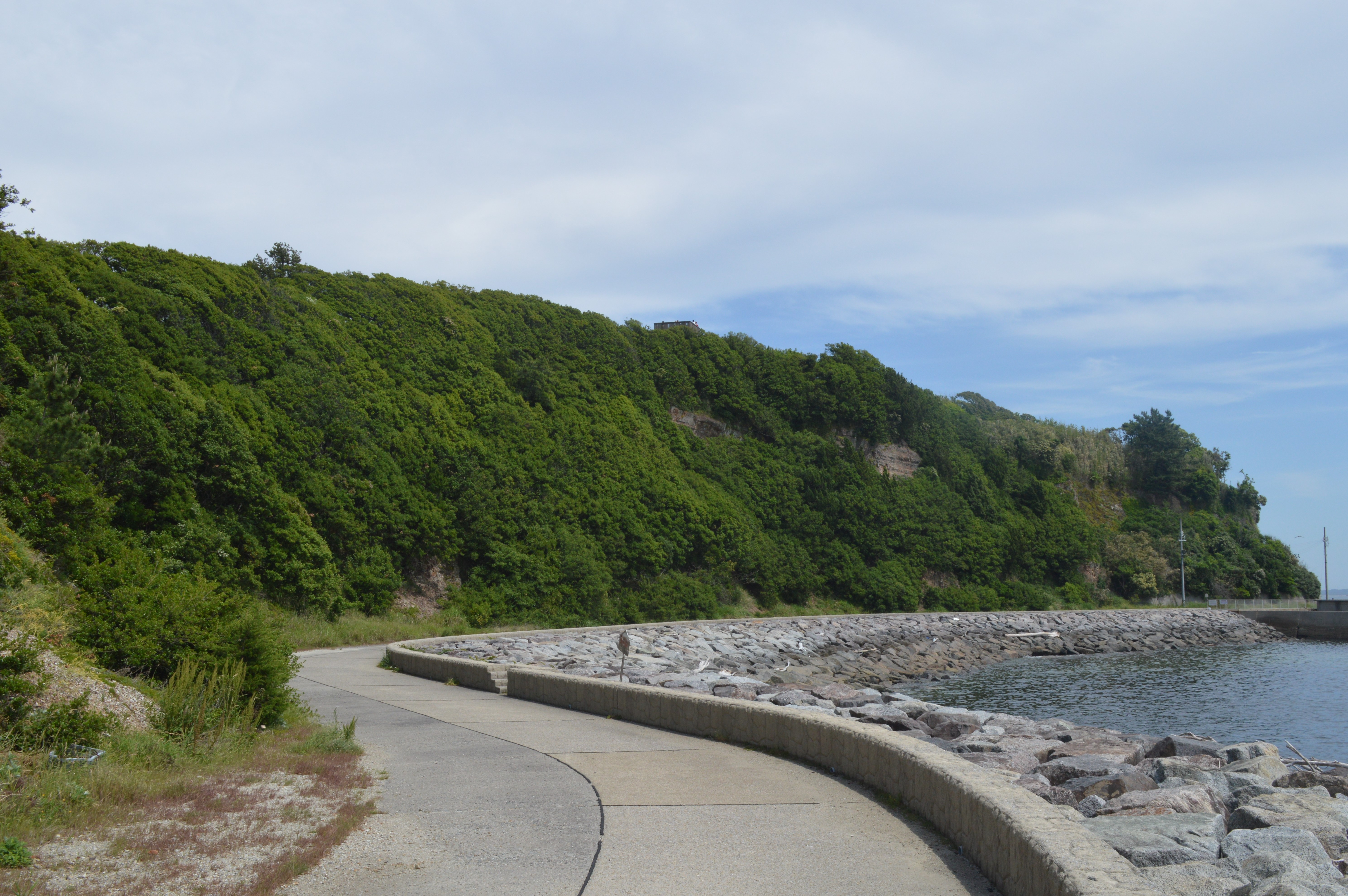
比高約20メートルの急斜面と頂部が指定されている。海岸段丘状になっている。
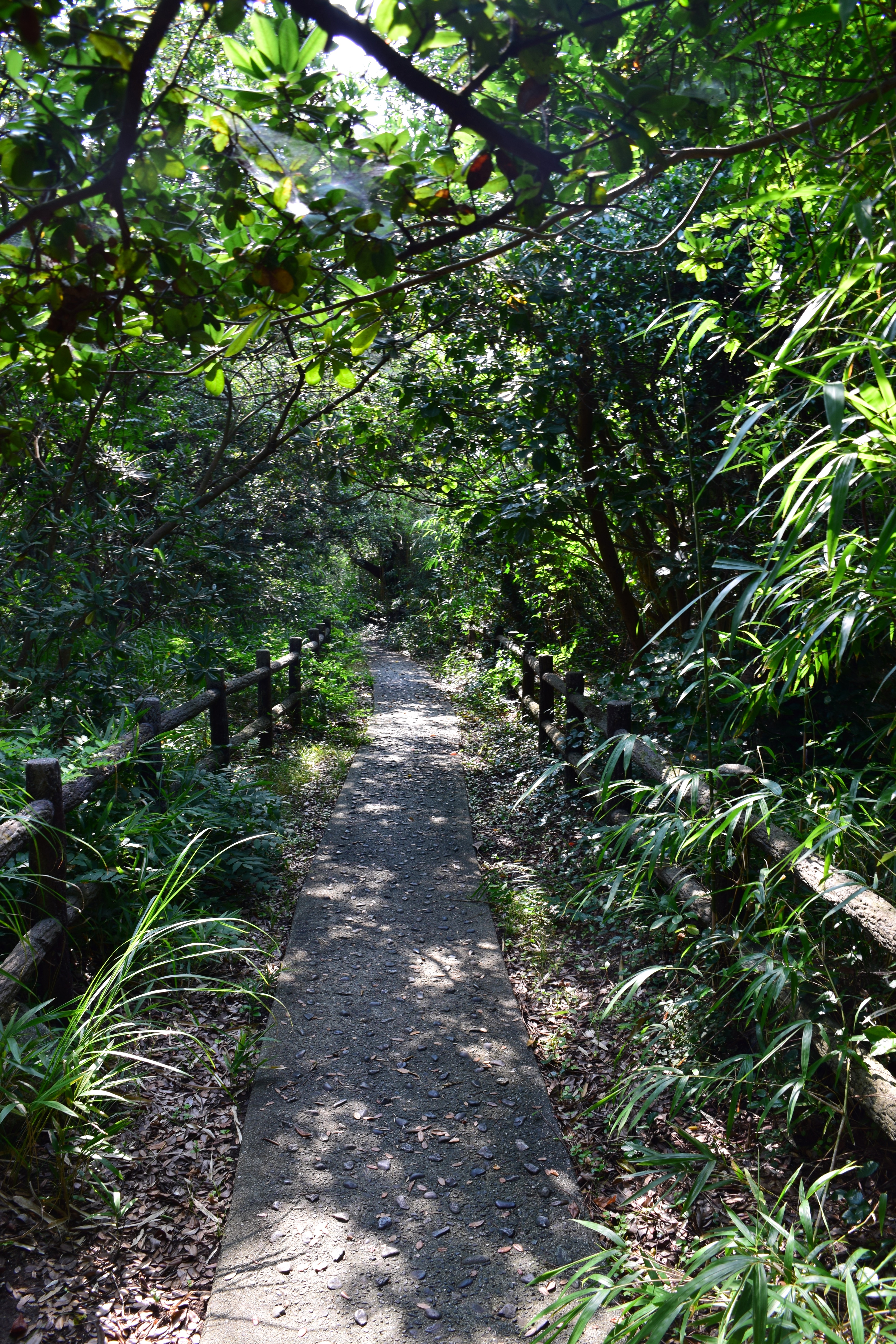
ウバメガシのトンネル。

## 交通アクセス
所在地
- 愛知県知多郡南知多町師崎字明神山2番地他[6]。

交通
- 名鉄河和線 河和駅から知多バスまたは海っ子バス乗車、師崎港バス停下車徒歩で約5分[10]。
- 南知多道路 豊丘インターチェンジより車で約15分[10]。